# Rathmannsdorf
Rathmannsdorf é um município no distrito de Sächsische Schweiz-Osterzgebirge na Saxónia. O seu presidente é Rainer Hähnel.
O município cobre uma área total de 4.37 km2 e tinha 981 habitantes no census de 31 de Dezembro de 2012. A sua densidade populacional é de 224 habitantes por km2.

## História
O nome Rathmannsdorf surgiu pela primeira vez num documento que data de 1443.